# Селезньов Володимир Павлович
Володимир Павлович Селезньов (нар. 2 лютого 1912, Абрамово — пом. 21 травня 1981, Харків) — український радянський художник і педагог; член Харківської організації Спілки радянських художників України з 1958 року.

## Біографія
Народився 2 лютого 1912 року в селі Абрамовому (нині Арзамаський район Нижньогородської області, Росія). Протягом 1933—1937 років навчався у Пензенському художньому училищі у Івана Горюшкіна-Сорокопудова та Миколи Петрова, у 1939—1941 роках — на графічному факультеті в Інституті живопису, скульптури та архітектури імені Іллі Рєпіна в Ленінграді.
Брав участь у німецько-радянській війні. Нагороджений медаллю «За бойові заслуги» (1 вересня 1944), орденом Червоної Зірки (27 травня 1945).
У 1948—1952 роках продовжив навчання в Інституті живопису, скульптури та архітектури імені Іллі Рєпіна, де його викладачами були зокрема Костянтин Рудаков, Леонід Овсянніков, Олексій Пахомов, Георгій Верейський. На «відмінно» захистив дипломну роботу — серію плакатів «Ми наш, ми новий світ збудуємо».
З 1953 року викладав у Харківському художньому інституті (доцент з 1960 року), з 1963 року — в Харківському художньо-промисловому інституті (протягом 1964–1974 років був завідувачем кафедрою «Промислової графіки»). Серед учнів — Веніамін Бескакотов, Олександр Ворона, Микола Гнатченко, Юрій Головаш, Станіслав Гонтар, Микола Камінной, Петро Карнаух, Дмитро Катинін, Євген Спіцевич, Віталій Шевченко
Жив у Харкові, в будинку на вулиці Червоному Промені, № 11, квартра 11. Помер у Харкові 21 травня 1981 року.

## Творчість
Працював в галузі станкової графіки і політичного плаката. Серед робіт:
пейзажі
- «Весна в селі» (1948);
- «Батьківський дім» (1948);

графіка
- «Володимир Ленін у 1917 році» (1958, ліногравюра);
- «Тарас Шевченко» (1964, ліногравюра);
- «Микола Островський» (1964, ліногравюра);

плакати
- «На нові землі їдьмо з нами» (1954);
- «Буду механізатором!» (1955);
- «Ленін і тепер живіший від усіх живих» (1957);
- «Ми наш, ми новий світ збудуєм» (1963);
- «Пролетарі усіх країн єднайтеся!» (1971).

Брав участь у республіканських виставках з 1957 року, всесоюзних — з 1956 року, зарубіжних — з 1963 року.
Тиражні плакати художника знаходяться у Владимиро-Суздальському історико-художньому та архітектурному музеї-заповіднику, Саратовському обласному музеї краєзнавства, Серпухівському історико-художньому музеї, Туапсинському історико-краєзнавчому музеї імені Миколи Полєтаєва, Череповецькому музейному об'єднанні, приватних колекціях.